# Campeonato Europeo Juvenil de Atletismo de 2016
El Campeonato Europeo Juvenil de Atletismo de 2016 fue la primera edición de la competición bienal de atletismo continental para atletas europeos entre quince y diecisiete años de edad. Tuvo lugar en Tiflis, Georgia, entre el 14 y el 17 de julio, según se estableció en el Congreso de la AEA de 2013, que tuvo lugar en Skopje. El programa de pruebas fue igual que el del Campeonato Mundial Juvenil de Atletismo de 2015. Participaron 910 atletas de 46 federaciones nacionales europeas.

## Podios

### Masculino
| Evento                  | Oro                                                                           | Oro         | Plata                                                         | Plata       | Bronce                                                                    | Bronce      |
| ----------------------- | ----------------------------------------------------------------------------- | ----------- | ------------------------------------------------------------- | ----------- | ------------------------------------------------------------------------- | ----------- |
| 100 metros              | Marvin Schulte · Alemania                                                     | 10.56       | Henrik Larsson · Suecia                                       | 10.57       | Samuel Purola · Finlandia                                                 | 10.62 =     |
| 200 metros              | Jona Efoloko Reino Unido                                                      | 21.15       | Kasper Kadestål · Suecia                                      | 21.18       | Pol Retamal · España                                                      | 21.24       |
| 400 metros              | Ihar Zubko · Bielorrusia                                                      | 47.16 EYL   | Mihai Cristian Pislaru · Rumania                              | 47.46       | Mahsum Korkmaz Turquía                                                    | 47.69       |
| 800 metros              | George Mills Reino Unido                                                      | 1:48.82     | Andrea Romani · Italia                                        | 1:49.58     | Simone Barontini · Italia                                                 | 1:49.78     |
| 1500 metros             | Jake Heyward Reino Unido                                                      | 4:00.64     | Pierre Proust Francia                                         | 4:01.62     | Enrique Herreros · España                                                 | 4:02.06     |
| 3000 metros             | Elzan Bibić Serbia                                                            | 8:09.06     | Annasse Mahboub El Hamdouini · España                         | 8:20.20     | Adrian Garcea · Rumania                                                   | 8:20.94     |
| 110 metros vallas       | Dániel Eszes · Hungría                                                        | 13.39 EYL   | Tuur Bras · Bélgica                                           | 13.42       | Jason Nicholson Reino Unido                                               | 13.45       |
| 400 metros vallas       | Alessandro Sibilio · Italia                                                   | 51.46       | Aleix Porras · España                                         | 51.56       | Emil Agyekum · Alemania                                                   | 51.80       |
| 2000 metros obstáculos  | Tim Van De Velde · Bélgica                                                    | 5:53.77     | Stefan Schmid · Austria                                       | 5:54.79     | Rémi Schyns · Bélgica                                                     | 5:55.06     |
| Relevo sueco            | Italia · Lorenzo Paissan · Mario Marchei · Alessandro Sibilio · Andrea Romani | 1:52.78 NYR | España · Sergio López · Jesús Gómez · Pol Retamal · Ivan Alba | 1:53.62 NYR | Polonia · Damian Sztejkowski · Rafał Pająk · Szymon Kreft · Maciej Wójcik | 1:53.80 NYR |
| 10000 m marcha          | Łukasz Niedziałek · Polonia                                                   | 44:06.49    | Abdulselam Imük Turquía                                       | 45:30.41    | David Kuster Francia                                                      | 45:42.09    |
| Salto de altura         | Lucas Mihota · Alemania                                                       | 2.18 EYL    | Adonios Merlos · Grecia                                       | 2.16 =      | Dmytro Nikitin · Ucrania                                                  | 2.16        |
| Salto con pértiga       | Emmanouil Karalís · Grecia                                                    | 5.45        | Bo Kanda Lita Baehre · Alemania                               | 5.30 =      | Sondre Guttormsen · Noruega                                               | 5.05        |
| Salto de longitud       | Panayiotis Mantzouroyiannis · Grecia                                          | 7.60        | Enzo Hodebar Francia                                          | 7.54        | Bogdan Sitoianu · Rumania                                                 | 7.31        |
| Triple salto            | Martin Lamou Francia                                                          | 16.03 EYL   | Andrea Dallavalle · Italia                                    | 15.74       | Razvan Cristian Grecu · Rumania                                           | 15.62       |
| Lanzamiento de peso     | Odissefs Mouzenidis · Grecia                                                  | 21.51 EYL   | Dzmitriy Karpuk · Bielorrusia                                 | 21.24       | Eero Ahola · Finlandia                                                    | 21.24       |
| Lanzamiento de disco    | Georgios Koniarakis Chipre                                                    | 62.16       | Tim Ader · Alemania                                           | 60.84       | Jan Vasco Bringmann · Alemania                                            | 60.62       |
| Lanzamiento de martillo | Myhaylo Havrylyuk · Ucrania                                                   | 82.26 EYL   | Jake Norris Reino Unido                                       | 79.20       | Ragnar Carlsson · Suecia                                                  | 75.71       |
| Lanzamiento de jabalina | Kristaps Jaunpujens Letonia                                                   | 77.01 EYL   | Alexei Oleinik Moldavia                                       | 74.49       | Matiss Velps Letonia                                                      | 74.47       |
| Decatlón                | Manuel Wagner · Alemania                                                      | 7382        | Jorg Vanlierde · Bélgica                                      | 7311        | Leon Okafor · Austria                                                     | 7232        |

### Femenino
| Evento                  | Oro                                                                     | Oro         | Plata                                                                             | Plata       | Bronce                                                                       | Bronce      |
| ----------------------- | ----------------------------------------------------------------------- | ----------- | --------------------------------------------------------------------------------- | ----------- | ---------------------------------------------------------------------------- | ----------- |
| 100 metros              | Keshia Kwadwo · Alemania                                                | 11.76       | Gina Akpe-Moses Irlanda                                                           | 11.80       | Klaudia Adamek · Polonia                                                     | 11.82       |
| 200 metros              | Marine Mignon Francia                                                   | 23.35 NYR   | Alisha Rees Reino Unido                                                           | 23.70       | Nikola Bendová · República Checa                                             | 24.00       |
| 400 metros              | Andrea Miklós · Rumania                                                 | 52.70 EYL   | Karolina Łozowska · Polonia                                                       | 54.56       | Josefine Tomine Eriksen · Noruega                                            | 55.26       |
| 800 metros              | Isabelle Boffey Reino Unido                                             | 2:07.19     | Anna Burt Reino Unido                                                             | 2:08.54     | Gabriela Gajanová · Eslovaquia                                               | 2:09.43     |
| 1500 metros             | Delia Sclabas · Suiza                                                   | 4:22.51     | Sabrina Sinha Reino Unido                                                         | 4:23.10     | Erin Wallace Reino Unido                                                     | 4:28.17     |
| 3000 metros             | Delia Sclabas · Suiza                                                   | 9:23.44     | Stine Wangberg · Noruega                                                          | 9:26.65     | Lucy Pygott Reino Unido                                                      | 9:28.15     |
| 100 metros vallas       | Desola Oki · Italia                                                     | 13.30 =     | Viktoryia Zakharchuk · Bielorrusia                                                | 13.48       | Molly Scott Irlanda                                                          | 13.51       |
| 400 metros vallas       | Viivi Lehikoinen · Finlandia                                            | 58.28       | Yasmin Giger · Suiza                                                              | 58.39       | Sara Gallego · España                                                        | 58.73       |
| 2000 metros obstáculos  | Anna Mark Helwigh Dinamarca                                             | 6:34.52 EYL | Tíra Pavuk · Hungría                                                              | 6:41.70     | Lora Ontl · Croacia                                                          | 6:43.60     |
| Relevo sueco            | Francia Cyrena Samba-Mayela Éloïse de la Taille Marine Mignon Iman Jean | 2:08.48 NYR | Polonia · Klaudia Adamek · Alicja Potasznik · Martyna Kotwiła · Karolina Łozowska | 2:08.57 NYR | Italia · Camilla Maestrini · Zaynab Dosso · Valeria Simonelli · Letizia Tiso | 2:08.99 NYR |
| 5000 m marcha           | Meryem Bekmez Turquía                                                   | 22:50.22    | Ayşe Tekdal Turquía                                                               | 22:58.17    | Marina Peña · España                                                         | 23:05.90    |
| Salto de altura         | Maja Nilsson · Suecia                                                   | 1.82        | Urte Baikstyte · Lituania                                                         | 1.79        | Despina Maltabe · Grecia                                                     | 1.75        |
| Salto con pértiga       | Alina Strömberg · Finlandia                                             | 4.15        | Meritxell Benito · España                                                         | 4.05        | Amálie Švábíková · República Checa                                           | 4.05        |
| Salto de longitud       | Holly Mills Reino Unido                                                 | 6.19        | Maja Bedrač Eslovenia                                                             | 6.19        | Marisa Carvalho Portugal                                                     | 6.08        |
| Triple salto            | Georgiana Iuliana Anitei · Rumania                                      | 13.19       | Eva Pepelnak Eslovenia                                                            | 13.03       | Tene Cisse Francia                                                           | 12.79       |
| Lanzamiento de peso     | Alexandra Emelianov Moldavia                                            | 18.50       | Jule Steuer · Alemania                                                            | 17.97       | Sydney Giampietro · Italia                                                   | 17.45       |
| Lanzamiento de disco    | Alexandra Emelianov Moldavia                                            | 58.09 EYL   | Amelie Döbler · Alemania                                                          | 50.14       | Helena Leveelahti · Finlandia                                                | 49.34       |
| Lanzamiento de martillo | Kateřina Skypalová · República Checa                                    | 66.58       | Tatsiana Ramanouvich · Bielorrusia                                                | 66.16       | Kiira Väänänen · Finlandia                                                   | 66.00       |
| Lanzamiento de jabalina | Arianne Duarte Morais · Noruega                                         | 60.89 EYB   | Carolina Visca · Italia                                                           | 59.10       | Elina Kinnunen · Finlandia                                                   | 57.40       |
| Heptatlón               | Alina Shukh · Ucrania                                                   | 6186 WYB    | Sarah Lagger · Austria                                                            | 6175        | Niamh Emerson Reino Unido                                                    | 5919        |

## Medallero
| Núm. | País            | Oro | Plata | Bronce | Total |
| ---- | --------------- | --- | ----- | ------ | ----- |
| 1    | Reino Unido     | 5   | 4     | 4      | 13    |
| 2    | Alemania        | 4   | 4     | 2      | 10    |
| 3    | Italia          | 3   | 3     | 3      | 9     |
| 4    | Francia         | 3   | 2     | 2      | 7     |
| 5    | Grecia          | 3   | 1     | 1      | 5     |
| 6    | Rumania         | 2   | 1     | 3      | 6     |
| =    | Suiza           | 2   | 1     | 0      | 3     |
| 7    | Moldavia        | 2   | 1     | 0      | 3     |
| 9    | Finlandia       | 2   | 0     | 5      | 7     |
| 10   | Ucrania         | 2   | 0     | 1      | 3     |
| 11   | Bielorrusia     | 1   | 3     | 0      | 4     |
| 12   | Polonia         | 1   | 2     | 2      | 5     |
| 13   | Bélgica         | 1   | 2     | 1      | 4     |
| =    | Suecia          | 1   | 2     | 1      | 4     |
| =    | Turquía         | 1   | 2     | 1      | 4     |
| 16   | Noruega         | 1   | 1     | 2      | 4     |
| 17   | Hungría         | 1   | 1     | 0      | 2     |
| 18   | República Checa | 1   | 0     | 2      | 3     |
| 19   | Letonia         | 1   | 0     | 1      | 2     |
| 20   | Chipre          | 1   | 0     | 0      | 1     |
| =    | Dinamarca       | 1   | 0     | 0      | 1     |
| =    | Serbia          | 1   | 0     | 1      | 1     |
| 23   | España          | 0   | 4     | 4      | 8     |
| 24   | Austria         | 0   | 2     | 1      | 3     |
| 25   | Eslovenia       | 0   | 2     | 0      | 2     |
| 26   | Irlanda         | 0   | 1     | 1      | 2     |
| 27   | Lituania        | 0   | 1     | 0      | 1     |
| 28   | Croacia         | 0   | 0     | 1      | 1     |
| =    | Portugal        | 0   | 0     | 1      | 1     |
| =    | Eslovaquia      | 0   | 0     | 1      | 1     |

## Países participantes
Participaron un total de 910 atletas correspondientes a 46 federaciones nacionales, siendo la delegación más numerosa la de Italia con 55 representantes.
- Alemania (46)
- Andorra (5)
- Armenia (4)
- Austria (17)
- Azerbaiyán (1)
- Bélgica (18)
- Bielorrusia (31)
- Bosnia y Herzegovina (4)
- Bulgaria (16)
- Chipre (3)
- Croacia (15)
- Dinamarca (12)
- Eslovaquia (16)
- Eslovenia (37)
- España (43)
- Estonia (21)
- Finlandia (26)
- Francia (37)
- Georgia (14) (anfitrión)
- Gibraltar (3)
- Grecia (20)
- Hungría (39)
- Irlanda (30)
- Islandia (3)
- Israel (8)
- Italia (55)
- Kosovo (4)
- Letonia (15)
- Lituania (20)
- Luxemburgo (4)
- Macedonia del Norte (2)
- Malta (2)
- Moldavia (2)
- Mónaco (1)
- Noruega (28)
- Polonia (40)
- Portugal (15)
- Reino Unido (33)
- República Checa (32)
- Rumania (31)
- San Marino (4)
- Serbia (17)
- Suecia (23)
- Suiza (30)
- Turquía (37)
- Ucrania (46)

## Récords

### Mejores marcas mundiales sub-18
En el transcurso del campeonato se batió una mejor marcas mundial sub-18:
| Atleta      | Nación  | Prueba            | Marca    | Ronda | Fecha       |
| ----------- | ------- | ----------------- | -------- | ----- | ----------- |
| Alina Shukh | Ucrania | Heptatlón juvenil | 6186 pts | Final | 15 de julio |

1. ↑  La IAAF y la AEA solo consideran récords los obtenidos en categorías sub-20 o absoluta; en otras categorías de edad se consideran mejores marcas.

### Mejores marcas europeas sub-18
En el transcurso del campeonato se batieron tres mejores marcas europeas sub-18, incluida la mejor marca mundial conseguida:
| Atleta                | Nación   | Prueba                  | Marca    | Ronda     | Fecha       |
| --------------------- | -------- | ----------------------- | -------- | --------- | ----------- |
| Marisa Carvalho       | Portugal | 100 metros vallas       | 13,07 s  | Semifinal | 15 de julio |
| Alina Shukh           | Ucrania  | Heptatlón juvenil       | 6186 pts | Final     | 15 de julio |
| Arianne Duarte Morais | Noruega  | Lanzamiento de jabalina | 60,89 m  | Final     | 17 de julio |

### Récords del campeonato
Al ser la primera edición del campeonato, las mejores marcas obtenidas en cada una de las pruebas se convirtieron automáticamente en récords del campeonato.

### Mejores marcas españolas sub-18
Los atletas españoles batieron tres mejores marcas nacionales sub-18 de todos los tiempos:
| Atleta                                                             | Prueba           | Marca    | Ronda | Fecha       |
| ------------------------------------------------------------------ | ---------------- | -------- | ----- | ----------- |
| Jaël Bestué                                                        | 200 metros       | 24.13    | Final | 16 de julio |
| Pol Vila                                                           | Decatlón juvenil | 7219 pts | Final | 17 de julio |
| Sergio López Barranco Jesús Gómez Villadiego Pol Retamal Iván Alba | Relevo sueco     | 1:53.62  | Final | 17 de julio |